# 咸博金氏
咸博金氏（ハンバッキムし、かんはくきんし、朝鮮語: 함박김씨）は、朝鮮の氏族。本貫は清道郡、金海市である。2015年の調査では5人以下とされる。
始祖は文禄・慶長の役のとき朝鮮に投降（降倭）した日本兵の金誠仁。
友鹿金氏と同じく朝鮮王宣祖から姓を賜った。